# El lugar sin límites (película)
El lugar sin límites es una película mexicana de 1978, dirigida por Arturo Ripstein y basada en la novela homónima del chileno José Donoso.
Esta película fue una de las primeras representaciones del cine LGBTTTQ+ en México, teniendo como personaje principal a “La Manuela”, un hombre homosexual travesti; y a “Pancho”, un joven camionero que representa lo que en México, de forma estereotípica, se conoce como “macho”. Durante la trama se puede observar cómo existe una fuerte atracción del parte de Pancho hacia La Manuela, pero por ideologías del  momento la relación termina en violencia y maltrato. En el reparto se encuentran figuras importantes de la televisión y el cine mexicano como Carmen Salinas, Ana Martín y Fernando Soler.

## Sinopsis
En un pueblo pequeño y deteriorado, un prostíbulo casi inactivo, que pertenece a La Japonesita, sobrevive en condiciones de total precariedad. Este establecimiento es una herencia de su madre, La Japonesa, quien logró obtener de Don Alejo, el cacique del lugar, tanto la propiedad como la garantía de poder trabajar sin molestias. Esta situación se consiguió gracias a una apuesta: que transformaría a La Manuela, un empleado homosexual, en un "hombre". De esa victoria nació La Japonesita. Años después de la muerte de La Japonesa, Don Alejo presiona a La Japonesita para que venda el local, ya que él desea vender casi todo el pueblo. En medio de esto, Pancho, un camionero y ahijado del cacique, regresa en busca de La Japonesita y de La Manuela, cuya singularidad despierta en él deseos ocultos que llevarán a una mezcla de satisfacción efímera y culpa.

## Reparto
- Roberto Cobo …. La Manuela
- Ana Martín …. La Japonesita
- Lucha Villa …. La Japonesa
- Carmen Salinas …. Lucy
- Fernando Soler …. Don Alejo
- Julián Pastor …. Octavio
- Emma Roldán .... Ludovinia
- Martha Aura .... Emma, Esposa de Pancho
- Gonzalo Vega .... Pancho
- Socorro de la Campa
- Hortensia Santoveña .... Clotilde
- Tere Olmedo .... Lila
- Blanca Torres .... doña Blanca
- Agustín Silva
- Paco Llopis
- Nery Ruiz
- Hermanas Gómez
- Cecilia Leger
- María Barber
- Ana Iris
- Ramón Naves
- César Sobrevals
- Rubén Monterrubio
- María Clara Zurita
- Paco Sañudo .... cliente
- Rafagón
- J. A. Estrada

## Temas y análisis
Al ser uno de los primeros filmes en México en representar una figura LGBTTTQ+ de manera abierta, se han publicado diversos artículos que abordan específicamente a "La Manuela", uno de los personajes centrales de este proyecto. Entre los temas que se exploran está el estereotipo de ser una persona homosexual en esa época. En México, “El baile de los 41” fue un evento de gran relevancia en la historia del país, ya que culminó con la detención de todos los asistentes a esa reunión, lo que planteó a la sociedad una problemática moral y política en torno a la expresión de la sexualidad. Ser homosexual en aquel tiempo era muy difícil, ya que no era bien aceptado; muchas veces, las personas de la comunidad se manifestaban de forma discreta a través de su manera de vestir, sus gestos, su tono de voz o incluso el tiempo que pasaban con otros de su mismo género, pero siempre de manera casi clandestina para evitar ser descubiertos por la sociedad. (esto anterior esa más común entre los hombres que en las mujeres). La necesidad de ocultar su identidad y la constante vigilancia de la sociedad creaban un entorno de miedo y represión, donde la búsqueda de una vida auténtica no era posible.
En la película, conocemos a Manuela, la "loca perdida" del pueblo de "El Olivo". Este personaje es interpretado por un hombre travestido que revela su sexualidad y dignidad en un ambiente machista y hostil, siendo el prostíbulo que comparte con La Japonesita el único lugar donde puede mostrarse auténtico. La Manuela es encantadora en su forma de hablar, caminar y, especialmente, al bailar, lo que deja claro a los espectadores que no siente incomodidad al expresar su sexualidad, presentándose incluso como una mujer cisgénero. También se examina la relación entre Manuela y La Japonesita, que plantea dudas sobre si realmente se aceptan mutuamente. A lo largo del filme, se muestra su apoyo, pero también los insultos que Manuela recibe de su hija. Algunos sugieren que esto podría deberse a su interés por el mismo hombre o a la percepción negativa de la homosexualidad en la sociedad de aquel tiempo.
Por otra parte, también se cuestiona cuál es la verdadera identidad sexo-genérica de manuela y Pancho gracias a que en dicho corte ambos pasan por diversos cambios de roles, tanto pasivos en un principio por Manuela, hasta llegar en escenas finales donde toma un papel erótico femenino más dominante donde por unos segundos Pancho deja de ser un “macho” y sigue al jugueteo teniendo un coqueteo más intenso de ambas partes.

## Contexto y relevancia cultural
Gracias a los movimientos sociales de los años 60, México entró en una crisis de transformación, ya que las ideas de las personas comenzaron a evolucionar. Acontecimientos como la obtención del voto femenino y el movimiento estudiantil de 1968 marcaron un cambio importante, generando una reconfiguración de los roles de género tanto para hombres como para mujeres. Estas transformaciones también se reflejaron en el cine mexicano, que comenzó a retratar situaciones cercanas a la realidad de la época. Por ejemplo, en la representación de un personaje como “La Manuela”, un hombre homosexual y travesti, se observa un acto revolucionario en una época en la que temas como la sexualidad debían mantenerse en secreto, como en el famoso “Baile de los 41”. En contraste, el personaje de Pancho refleja una exploración de su sexualidad de manera más reservada, mediante una secuencia de coqueteo erótico que muestra el deseo hacia Manuela de forma velada.
Estas representaciones abrieron el camino para que, en el futuro, los personajes homosexuales en el cine mexicano fueran retratados con mayor naturalidad y libertad. Este avance contribuyó gradualmente a la libertad de expresión y la apertura sexual, promoviendo movimientos de reivindicación y transformaciones culturales y sociales en años posteriores.
Décadas atrás, se había intentado representar a la comunidad LGBTTTQ+ en películas, como en la década de 1930, como "La casa del ogro" de 1939 en donde los personajes  de este filme se mostraban comportamientos "afeminados" no tenían una orientación sexual limpia, pero su feminidad era usada para representar debilidad o comicidad, sin una verdadera exploración de su identidad.Por mucho tiempo se vio así la representación de la comunidad LGBTTTQ+. donde los personajes eran retratados de manera ambigua o disfrazada para el público, utilizando elementos humorísticos como una estrategia para evitar la censura. Con el tiempo, estas representaciones evolucionaron hacia personajes menos estereotipados y más auténticos, reflejando un cambio hacia una mayor inclusión y diversidad en el cine mexicano, teniendo en la actualidad representaciones de la comunidad Muxe y Trans de Oaxaca en la Serie "El secreto del río" de 2024.

## Diferencias con la novela original
Una de las escenas clave en la trama de la película ocurre cuando "La Japonesa" intenta "convertir en hombre" a La Manuela para ganar su apuesta con Don Alejo. Visualmente, esta escena se presenta de forma algo alegre y atractiva: La Japonesa aparece bella, con maquillaje y peinado impecable, en un ambiente que podría interpretarse como una relación sexual convencional entre una pareja heterosexual. Al principio, La Manuela se muestra tímido e indeciso, pero al finalizar la escena, La Japonesa le agradece diciendo “ganamos la apuesta”, dando a entender que consumaron el acto. La Manuela, en respuesta, actúa cariñosamente y parece tener intenciones de profundizar en su relación. Sin embargo, La Japonesa lo interrumpe, aclarando que no pueden involucrarse, ya que, según ella, "todos los hombres son unos brutos". Finalmente, propone que sean socias en el prostíbulo, cada una con su propio cuarto.
En la novela de José Donoso, la escena es bastante distinta. El personaje de La Manuela recuerda esa noche con asco y miedo, describiendo a La Japonesa como corpulenta, de mayor edad, maloliente, sudorosa y con el rímel corrido, lo que le da un tono oscuro y casi grotesco a la escena. Esta diferencia en la representación es fundamental y marca el enfoque de Ripstein en la adaptación cinematográfica. Mientras la novela de Donoso se sitúa en un ambiente melancólico y gris, con un tono “otoñal, triste, resfriado” (como menciona Sabine Schlickers de la Universität Bremen en su análisis de *El lugar sin límites*), Ripstein le da un giro completamente diferente, transformando la escena y sus implicaciones en la trama.

## Música
En esta producción usaron las siguientes canciones:
| Pieza original                             | Interpretación             |
| ------------------------------------------ | -------------------------- |
| “Falsaria” de los hnos Martínez Gil        | Pepe Arévalo y sus Mulatos |
| “Son de la loma” de Miguel Matamoros       | Pepe Arévalo y sus Mulatos |
| “Besos callejeros” de Víctor Cordero       | Las hnas. Hernández        |
| “Cartas marcadas” de Chucho Monge          | Las hnas. Gómez            |
| "Hipócrita” de Carlos Crespo               | Las hnas. Gómez            |
| “El relicario” de Oliverso-Padilla         | La Gran Banda Taurina      |
| “Perfume de Gardenias” de Rafael Hernández | La Sonora Santanera        |
| La leyenda del beso”                       | Los Churumbeles de España  |
| “Mambo No.5 de Pérez Prado                 | Pérez Prado                |
| “El beso” de Morada                        | Los Churumbeles de España. |

## Comentarios
Este filme ocupa el lugar 9 dentro de la lista de las 100 mejores películas del cine mexicano, según la opinión de 25 críticos y especialistas del cine en México, publicada por la revista somos en julio de 1994.

## Distribución y taquilla
Fue grabada en locaciones del Bernal, Querétaro y fue estrenada en México el 28 de abril de 1978, no se sabe hasta el momento el monto que ganó dicha producción.

## Premios y reconocimientos
- Premio Ariel de Oro  en España a la Mejor Película.(CONACITE Dos), Actor: Roberto Cobo, Coactuación Femenina Lucha Villa junto a Coactuación Masculina Gonzalo Vega y nominada en las categorías de: Dirección De Guion ambas por Arturo Ripstein, categoría de Escenografía a cargo de Kleomenes Stamatiades, y Coactuación Femenina de Ana Martin.
- Ariel de Plata al Mejor actor para Roberto Cobo;.
- 1978 Premio especial del jurado del Festival de San Sebastián para Arturo Ripstein.
- En 1979 Diosas de Plata por: las categorías de Mejor Película, Dirección, Actor Roberto Cobos y fotografía por Miguel Garzón.[2]